# アブドゥル・ハリス・ナスティオン
アブドゥル・ハリス・ナスティオン（Abdul Haris Nasution, 1918年12月3日 - 2000年9月5日）は、インドネシアの軍人（陸軍大将）。2度にわたり陸軍参謀長に就任。また、指導される民主主義期のスカルノ内閣では国防・治安大臣を務めた。
1965年の9月30日事件では暗殺されかけたがその難を逃れ、その後のスカルノからスハルトへの政権委譲の過程では、暫定最高国民協議会 (MPRS) で議長を務めた。

## 青少年期
1918年12月3日、スマトラ島北部のコタノパン (Kotanopan) に生まれる。父親は農民でサレカット・イスラムの活動にも携わっていた。ナスティオンの思い出では、子供の頃から読書が趣味だったという。
1935年に初等教育を終えた当初は教師としての道を選び、1938年に教員養成学校を卒業した。その後、ブンクルとパレンバンで教師生活を送ったが、1942年、軍人としてのキャリアに興味をもち、バンドンにあるオランダ東インド王立陸軍士官学校に入学した。それからまもなくオランダ領東インドは日本軍に占領されたため、日本軍政下でナスティオンはバンドンに留まり、公務員として働いていた。

## インドネシア国民革命

### シリワンギ師団
1945年8月17日、スカルノがインドネシア独立を宣言すると、ナスティオンは発足したばかりの正規軍に参加し、オランダとの独立戦争に身を投じることになった。発足当初の正規軍は人民治安軍 (Tentara Keamanan Rakyat, 以下 TKR) と称し、1946年5月、ナスティオンは西ジャワを管区とするシリワンギ師団の地方軍司令官に任命された。その経験からナスティオンは「領域戦」の理論を培った。後にこれは理論的に発展し、インドネシア陸軍の防衛ドクトリンになった。
1948年1月、インドネシア政府とオランダ政府は停戦協定（レンヴィル協定）に合意した。オランダ側は、この協定成立前にオランダ軍が占領した領域までを現状維持線として譲らなかったため、インドネシア側はこれを停戦ラインとして承認せざるをえなかった。この協定によって、シリワンギ師団が管轄する西ジャワ地方もオランダ領とされたため、ナスティオンは同師団を中部ジャワに移動させることを強いられた。

### 司令官代理
1948年、ナスティオンは TKR の副司令官の地位に昇進した。TKR で最高位にあったのは大衆に人気のあるスディルマン将軍であったが、ナスティオンは副司令官就任によって、ただ一人大佐の身分でありながら、軍内ナンバー2の地位に立つことなり、スディルマンを補佐するこの新たな役割での仕事に早速取りかかった。4月、部隊構成を再編し、6月の司令官会議では、オランダに対して TKR はゲリラ戦で戦うべきというナスティオンの提案が承認された。
1948年9月にマディウンで起こった事件の経験から、後に陸軍トップの地位に立つことになるナスティオンは、軍司令官はどうあるべきかについて学んだ。この年は前首相アミル・シャリフディンがインドネシア共産党（以下、PKI とする）の議長ムソと提携を深め、東部ジャワのマディウンで武装蜂起を起こした。事態が暴力的にしか解決されないことは誰の目にも明らかだった。
ジョグジャカルタの TKR 司令部にこの知らせが届くと、高級将校の会議が開かれた。スディルマンは何とかインドネシア人同士の暴力を避けようと願い、反乱派との交渉を行いたいと考えた。スディルマンはスハルト中佐に命じて、共産主義者との取引を交渉させた。その交渉を終えてきたスハルトは、ナスティオンとスディルマンに、すべてが平和的に解決できそうですと報告した。ナスティオンはその報告を信用せず、スディルマンが病床に伏したため、司令官の代役を務めることになった。ナスティオンは反乱の鎮圧を決意した。共産主義者を排除し、反乱を終結させるべく、手兵のシリワンギ師団の部隊を派遣した。
9月30日、マディウンはシリワンギ師団の部隊によって奪還された。数千の PKI 幹部が殺害され、36000人が投獄された。処刑された者の中には数人の反乱指導者が含まれ、ムソは10月31日に（一説では脱獄しようとしていた時に）射殺された。D.N. アイディットをはじめとする他の PKI 指導者らは中国に逃れた。
1948年12月19日、オランダ軍はインドネシア共和国領内に侵攻し（カラス作戦）、共和国臨時首都ジョグジャカルタを攻撃、これを占拠した。ナスティオンは他の司令官とともに部隊を郊外に撤退させ、ゲリラ戦に臨んだ。
大統領スカルノと副大統領モハマッド・ハッタがオランダ軍に捕らえられたため、西スマトラのブキティンギにインドネシア共和国非常事態内閣 (PDRI) が設立された。この暫定政府のもとで、ナスティオンは陸軍司令官およびジャワ管区司令官の地位を与えられた。
すべての見通しが悪かった1948年だったが、1949年はインドネシアにとって風向きが良くなった。スルタン・ハメンクブウォノ9世の3月1日大攻勢宣言はインドネシアの全兵士に徹底抗戦を呼びかけるとともに、国際連合に働きかけて、オランダがインドネシアの独立を認めるよう国際世論の圧力をかけた。オランダは6月に戦闘を中止し、12月には停戦となった。ついにオランダはインドネシアの独立を認めた。ブキティンギの非常事態内閣は権限をスカルノ・ハッタに戻し、ナスティオンはスディルマンの副司令官の地位に戻った。

## 議会制民主主義期

### 陸軍参謀長就任
1950年、ナスティオンは陸軍参謀長に就任した。そして、新たに発足した国軍 (Angkatan Bersenjatan Republik Iindonesia, 略称 ABRI) の司令官として、スディルマンに代わりシマトゥパンが任命された。
1952年、ナスティオンとシマトゥパンは国軍の合理化と再編に取りかかった。二人は、独立戦争時に膨れ上がった組織と人員を整理することで、より小さくとも近代的でプロフェッショナルな軍隊に作り替えることを意図していた。しかし、すぐに党派的な利害が絡んできた。オランダ植民地政府時代に訓練を受けたナスティオンとシマトゥパンは、同様にオランダ植民地軍で訓練された将兵を再編、統合する一方で、日本軍に訓練された軍人を解雇しようと考えていた。これに反対の声を上げたのは、バンバン・スペノ (Bambang Supeno) が率いる日本軍政時代に訓練を受けた部隊である。軍の再編合理化案を実行するにあたってナスティオンとシマトゥパンが頼りにしていたのはウィロポ首相と国防相ハメンクブウォノ9世だったが、スペノは国会 (DPR) の野党陣営内に支持者を得た。当時の国会議員たちは、話題の国軍合理化に不同意を口にしはじめた。ナスティオンとシマトゥパンは、文民による軍事問題への口出しを嫌った。

### 10月17日事件
1952年10月17日、ナスティオンとシマトゥパンは傘下の部隊を動員して示威行動に出た。文民が軍事部門に容喙することに抗議して、部隊に大統領宮殿を包囲させ、戦車の砲身をその建物に向けた。ナスティオンとシマトゥパンは民衆のデモを動員して、国会解散をスカルノに要求した。宮殿から出てきたスカルノは、その名高い弁舌の才のみをもって兵士と民衆を説得し、帰途につかせることに成功した。敗れたのはナスティオンとシマトゥパンだった。
ナスティオンとシマトゥパンはその後、司法長官スプラプトに尋問を受け、1952年12月、両者ともに国軍内での地位を失い、公職から追放された。

### ゲリラ戦要諦
ナスティオンは陸軍参謀長を解任されていた時期に『ゲリラ戦要諦』と呼ばれる本を書いた。この本は、ナスティオン自身の独立戦争時代の経験、ゲリラ戦の戦法、組織論に基づいて書かれている。初版は1953年の出版だが、同じテーマで書かれた毛沢東の諸著作とともに、ゲリラ戦について最もよく研究される一冊となった。

### 参謀長再任
公職追放から3年後、1955年10月27日、ナスティオンは再び陸軍参謀長に任命された。直ちにナスティオンは陸軍と軍構造についての仕事に取りかかり、その手段として、三重のアプローチを取った。第1のアプローチは、勤務期間システムを作り上げることである。これによって士官は平時から国家のすみずみにまで常駐し、その派遣先での経験を積み重ねることができるようになった。このアプローチによって、陸軍士官は自分の出身地である州・地方に個人的感情、忠誠心を示すのではなく、よりプロフェッショナルな存在へと様変わりした。第2のアプローチは、軍の訓練システムを一元化することである。それまで地方司令官が独自のメソッドで部隊を訓練していたのをあらため、すべての訓練メソッドが統一化された。最も重要なのは第3のアプローチである。それは陸軍の影響力と権力を増大させるために、文民の決定に頼ることなく、自前で自らの組織を維持することであった。ナスティオンは前2者の方法の実施には問題ないとしたが、3番目の方法には慎重だった。
1945年11月以来インドネシアが採用してきた議会制民主主義に幻滅していた大統領スカルノは、1957年になるとその解決策として、指導される民主主義の概念を演説のレトリックの中に取り入れはじめた。スカルノは、議会制民主主義への幻滅を共有するという点では、1952年に文民が軍に介入したことを忘れていなかったナスティオン、陸軍とも盟約を結ぶことができた。1957年3月14日、アリ・サストロアミジョヨ内閣が総辞職すると、スカルノは国家非常事態宣言を発した。
こうした流れは、1950年憲法に制約され、形式上の役割しか与えられていなかったスカルノ大統領の存在感を高め、ナスティオンが求めていた陸軍の影響力と権限を増大させることにもつながった。こうした権力の再配置の中で、地方軍管区司令官は、文民の所管事項である経済・行政部門にも介入することが可能となった。スカルノ自身の命により、軍人が閣僚・州知事・国会議員の地位を得て、政治に浸透できるようになった。1957年12月、さらにナスティオンは軍に命じて、スカルノによって国有化宣言されたオランダ系の会社を接収させた。これは陸軍の役割をますます増大させるとともに、手強いインドネシア共産党 (PKI) の影響力拡大を阻止する狙いもあった。
1958年、ナスティオンは後にスハルト体制期の国軍が採用する二重機能 (Dwifungsi) ドクトリンの基礎となる、有名な演説を行なった。新しく中部ジャワのマグランに設立された士官学校における演説で、ナスティオンは、国家と向き合うにあたって国軍は「中道」路線を取るべきであると言明した。ナスティオンによると、国軍は文民の統制下に置かれるべきではなく、同時に、軍事政権として国家を支配下に置くべきではないと語った。

### PRRI 反乱
1956年暮れ、スマトラの地域軍管区司令官から、州政府にさらなる自治権を与えよと要求する声が上がった。この要求は中央政府によって受け入れられなかったので、地方で反乱が発生し、1957年初頭には反乱軍は実力でスマトラを支配下に置いた。1958年2月15日、アフマド・フセイン中佐はインドネシア共和国革命政府 (PRRI) の樹立を宣言した。こうした動きに対して中央政府は鎮圧部隊を派遣した。
陸軍参謀長としてナスティオンはスマトラへの部隊派遣に関与したが、反乱鎮圧に成功し、勇名を轟かせたのは彼の第2副官、アフマッド・ヤニ大佐であった。

### 1945年憲法への回帰

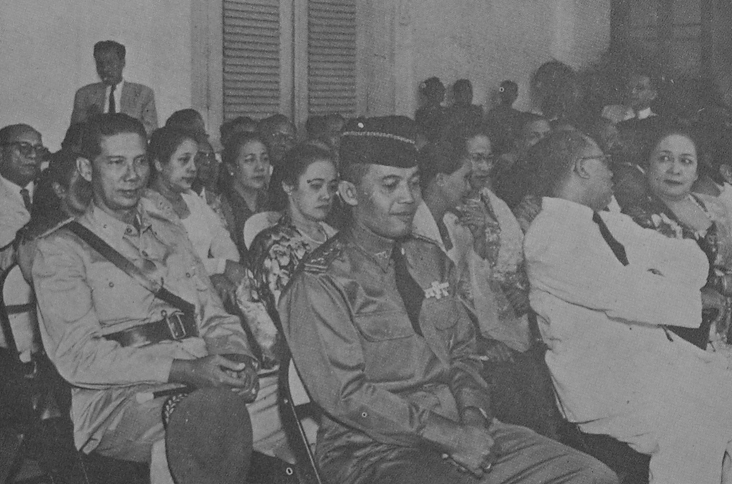
大統領令を読み上げるスカルノの話を聞くナスティオン（1959年）

1959年7月5日、スカルノは1945年憲法への復帰を宣言する大統領令を発した。議会制民主主義を捨て、スカルノは国家元首であることに加えて、政府の長にもなった。ナスティオンは現職の陸軍参謀長の地位を維持したまま、スカルノ内閣の国防・治安大臣に任命された。

## 指導される民主主義期

### 陸軍の汚職問題
1956年以降、ナスティオンは陸軍内の汚職を根絶しようと努力してきた。1945年憲法への復帰によって彼はこの問題に取り組む決意を新たにした。彼によれば、軍は社会の人々に手本を示すべきであった。スカルノの7月5日大統領令からほどなくして、ナスティオンはスンコノ准将を派遣して、第4地域軍管区（ディポヌゴロ師団）とその司令官スハルト大佐の取引帳簿を調査させた。
スンコノの調査が明らかにしたのは次のようなことだった。スハルトは地方司令官在職中に地域住民を扶助するための財団を設立した。しかし、これらの財団は、生産業者やサービス業に対する課税によって得られた資金（業者がすすんで寄付した資金ではない）によって設立されたものだった。スハルトは非合法のバーター貿易にも関与していた。密かに砂糖を輸出し、タイ王国から米を輸入していたのである。
ナスティオンはスハルトを処罰し、実際に彼を陸軍から追放しようと考えていた。しかし陸軍参謀副長ガトット・スブロトが仲裁に入った。ガトット・スブロトはディポヌゴロ師団の司令官時代からスハルトの才能を気にかけていたので、スハルトを庇護してきた。ガトットは、スハルトの才能はさらに伸びるから彼を追放しないようにと、ナスティオンに頼んだ。ナスティオンはガトットの頼みを聞き入れ、スハルトを現職から更迭し、陸軍指揮幕僚学校 (Sekolah Staf Komando Angkatan Darat, 略称SESKOAD) に送る、という決定を下した。

### 西イリアン
独立戦争当時からスカルノは西イリアンをインドネシア領と考えていた。しかし、オランダはインドネシアの独立を容認してからも西イリアンでの植民地支配を継続していた。スカルノは国連やバンドゥン会議の場で、西イリアンはインドネシア領である、と諦めずに訴え続けた。バンドゥン会議参加国はインドネシアの主張を支持することを約束したが、オランダは断固として西イリアンに居座り続けた。1960年にはスカルノはしびれを切らし、7月になると彼はナスティオンを含む国軍トップと協議し、その場で西イリアン問題解決のためにオランダと対決することを合意した。
そのキャンペーンを展開するための準備の一環として、ナスティオンは、1960年11月に SESKOAD の課程を修了したスハルトに目をつけた。准将に昇進したスハルトに対して、ナスティオンはいつでも作戦に投入可能で、常に待機・準備している戦略軍の設立を命じた。スハルトはこの機動部隊担当に配置され、1961年3月、陸軍総合予備軍 (CADUAD) が設立され、スハルトがその初代司令官に任命された。陸軍総合予備軍は1963年に名称を変え、陸軍戦略予備軍 (KOSTRAD) となる。
1962年初め、ナスティオンとヤニは、いわゆる西イリアン解放作戦のすべてを取り仕切る司令官となり、現地の東インドネシアには野戦指揮官としてスハルトを常駐させた。

### インドネシア共産党との対立
その頃のスカルノは、陸軍に代わりインドネシア共産党 (PKI) を政治的同盟者として頼りにしはじめていた。冷戦時代のなかでインドネシアは非同盟路線に立つべきとスカルノは考えていたが、PRRI 反乱軍がアメリカの支援を得ていたことが暴露され、スカルノは反アメリカのスタンスを取るようになった。こうしてスカルノは PKI を同盟者とみなし、PKI の方でも、スカルノと同盟することによってのみ、インドネシア政治で影響力を拡大し、政治的にはずみをつけることができると考えた。1962年4月、スカルノは新内閣を組閣すると、そこに国務大臣として PKI 議長アイディットと副議長ニョトを加え、PKI との蜜月ぶりを伺わせた。
ナスティオンは PKI の影響がスカルノに及ぶのを警戒しており、一方のスカルノはナスティオンの PKI 嫌いをよく知っていた。1962年6月、スカルノはナスティオンの権限を弱めるため、国軍の再編を行なった。陸軍の各師団長は、参謀長から司令官に格上げされることになった 。これによって例えば陸軍参謀長は陸軍司令官になった。陸軍の各師団長は、司令官として、さらなる権限を与えられ、国軍最高司令官のスカルノに対してのみ責任を持つことになった。ナスティオンは新たに設けられた国軍参謀長の地位に就けられた。これは国軍の最高司令官であるスカルノを補佐するだけの地位に過ぎず、陸軍司令官の地位に就いたのはヤニだった。これによってスカルノはナスティオンの力を削いだ。国軍参謀長としてのナスティオンは、部隊運用にあたっては何の権限も与えられず、ただ軍政面での責任を負うにすぎなくなった。
権限のない閑職に追いやられたナスティオンは、PKI の勢いを止めるために別の方法を考えはじめた。1963年5月、打って付けの機会となったのは、暫定最高国民協議会 (Majelis Permusyawaratan Rakyat Sementara,  略称MPRS) の総会だった。その総会期間中に、ナスティオンはスカルノのインドネシア国民党 (PNI) とともに、陸軍出身の議員に、スカルノを終身大統領に指名する案を提出させた。ナスティオンの頭の中では、スカルノが終身大統領に指名されれば選挙の実施はなくなるだろう、そして選挙が行なわれなければ PKI はいかに党勢が盛んになろうとも権力を握ることはなくなるだろう、という合理的判断が働いていた。その提案は採択され、スカルノは終身大統領に就任した。

### ヤニとの不和
ナスティオンはヤニに対する敵意を膨らませはじめた。ナスティオンもヤニも反共主義者だった。しかしスカルノに対する姿勢が違っていた。ナスティオンは、スカルノが PKI の後ろ盾となり、これを支持していることに批判的だった。一方のヤニは、スカルノの忠実な僕として柔軟な姿勢を取っていた。ナスティオンはこうしたヤニの姿勢を批判し、二人の軍高官は共に歩むことができなくなった。さらに両者の関係を悪化させたのは、ヤニがナスティオン派の地域軍管区司令官をことごとく更迭し、ヤニ派の軍人たちをその後任にしたことだった。
1965年1月13日、ナスティオン派とヤニ派を代表する軍高官たちが会合を開いた。二人の不和を修復するための話し合いだった。ヤニにスカルノとの距離を取らせるという会議の目論見は不成功に終った。しかし、将官が昨今の政治的情勢と政治における軍の役割について話し合うセミナーを開くことが合意された。
その年には興味をそそられる文書が暴露された。ギルクライスト文書（アンドリュー・ギルクライストはイギリスの元特殊工作員で、1962年から1966年まではジャカルタ駐在の外交官だった）と称されるその文書は「現地の陸軍内にいるわれらの友人」について語っており、そのことからすぐさま、陸軍が政権転覆を目論んでいるとの疑念が投げかけられた。スカルノから詰問されたヤニは即座にこれを否定した。PKI は、「将軍会議」がスカルノ排除を計画しているとの中傷キャンペーンをはじめた。その「将軍会議」のメンバーの一員であるとして、陸軍内で最高位にあるナスティオンとヤニの名前が挙っていた。

## 9月30日事件から新体制へ

### 将軍誘拐の企て

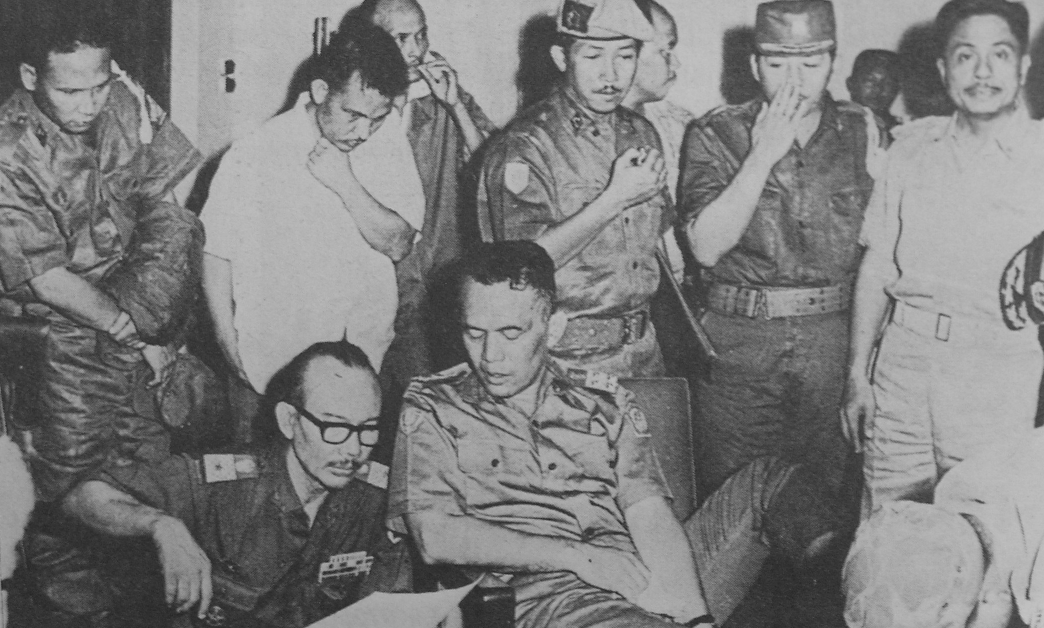
1965年10月1日、負傷した足の手当を受けながら状況について論じあうナスティオン。陸軍戦略予備軍司令部にて。

1965年10月1日早朝、「9月30日運動」と自称する部隊が、ナスティオンを含む7人の反共派将軍を拉致する動きに出た 。
その日の朝、ナスティオンの妻は家のドアがこじ開けられる音を聞いた。何事かと不審に思って、ナスティオン夫人はベッドから出て調べようとした。寝室のドアが開くと、一人の兵士が銃を発砲しようと構えたのを見た。すぐにドアを閉めて、ナスティオンに逃げるよう言った。自分でも確認しようとしたナスティオンがドアを開けると、兵士が発砲した。かろうじて銃弾から逃れたナスティオンはドアを閉め、妻に押し出されるようにして寝室の窓から逃れた。ナスティオンはたまたま隣人だったイラク大使宅に逃げ込み、その庭の中に隠れた。
ナスティオン宅では、9月30日運動側の部隊がナスティオン本人をくまなく探し始めたので、家中がパニックになった。混乱が続く中で、ナスティオンの娘と妹が撃たれた。妹の方は後に回復したが、娘のアデ・スルヤニは致命傷を受けた。結局兵たちは、ナスティオンの副官であるピエール・テンデアン中尉を拘束して去っていった。テンデアンは暗闇の中でナスティオンに間違えられ、拉致されたのである。
ナスティオンは隣人宅の庭に隠れ続け、午前6時、負傷した足首を引きずりながら自宅に戻った。ナスティオンは副官たちに、国防治安省に自分を連れて行くように命じた。そちらの方が自宅より安全だと考えた。車中では床にうずくまっていた。ナスティオンは KOSTRAD 本部にいるスハルトに伝言を送り、自分が生きていて安全であることを伝えた。スハルトが陸軍の指揮を執っていることを知って、ナスティオンは大統領の居場所を確認するようにと、スハルトに命令を出した。同時に、海軍司令官マルタディナタ、海兵隊司令官ハルトノ、警察長官スシプト・ユドディハルジョにも連絡を取り、首都ジャカルタへ通じるすべての道路を封鎖し、首都の安全を確保するよう、命令を出した。同様の命令が空軍に出されなかったのは、空軍司令官オマール・ダニが9月30日運動の同調者と見られていたためだった。
スハルトはすぐにこれらの命令を彼の首都治安作戦計画に取り入れた。午後2時頃、9月30日運動側が革命評議会の設立を発表すると、ナスティオンは別の命令をスハルト、マルタディナタ、ユドディハルジョに下した。その命令の中で、ナスティオンはスカルノが誘拐され、9月30日運動本部のあるハリム空軍基地に連れて行かれたに違いない、と語っている。そこでナスティオンは国軍に対し、大統領救出、ジャカルタの治安確保を命じ、そして（最も重要なことだが）スハルトに作戦の全指揮権を与えた。作戦実行にスハルトが取りかかり始めた頃、ハリム空軍基地にいるスカルノからメッセージが届いた。スカルノはプラノト・レクソサムドラ少将を陸軍司令官に任命することを決心し、プラノトにハリム空軍基地まで出頭するよう求めた。スハルトはプラノトにスカルノの元に行くことを許さなかったが、彼はまた、スカルノがプラノトの呼び出しを決して諦めないであろうと先を読んでいた。そこでスハルトは、交渉力を強化するため、ナスティオンに KOSTRAD 本部に来てくれるよう頼んだ。
ナスティオンが午後6時頃にKOSTRAD 本部に到着したちょうどその頃に、スハルトは9月30日運動からジャカルタの治安を守るためにサルウォ・エディ・ウィボウォ指揮の部隊を派遣するところだった。そこでナスティオンはやっと負傷した足首の応急処置を受けた。ジャカルタの安全がいったん確保されると、マルタディナタがKOSTRAD 本部にやって来て、プラノトを陸軍司令官に任命するという大統領令のコピーを見せた。これを見てスハルトはマルタディナタとナスティオンを一室に招き入れ、状況について話し合った。
ナスティオンはスカルノがどのようにしてプラノトを指名したのかをマルタディナタにたずねた。マルタディナタが答えたのは、午後、ハリム空軍基地で、自分とユドディハルジョ、ダニがスカルノと協議し、ヤニ亡き今、誰が陸軍司令官になるべきかを話し合った。そこでプラノトを陸軍司令官にすると決定されたのだという。これを聞いてナスティオンは、スカルノの任命は受け入れられない、その任命の知らせはスハルトが作戦を開始したときに届いたからだ、と言った。さらにナスティオンは、プラノトをハリム空軍基地に出頭させなかったスハルトの決定を支持すると付け加えた。それからナスティオンとスハルトはプラノトを招き入れ、スハルトがクーデタ鎮圧を終えるまで陸軍司令官の任命を受けないように説得した。
サルウォ・エディの部隊によってジャカルタの治安が回復されるのに時間はかからなかった。次にスハルトはハリム空軍基地に目を向け、空軍基地への攻撃準備に取りかかった。スハルトを支援するためにナスティオンは海軍・警察軍にも、スハルトの鎮圧作戦を支援するよう命じた。空軍に対してもナスティオンは命令を出し、彼らがダニの命令に従わなくても、命令不服従の罪で訴追されることはないと呼びかけた。公式には10月2日午前2時、ハリム空軍基地は奪還され、9月30日運動は鎮圧された。

### 好機の逸失
スハルトは10月1日の時点で時の人となっていたが、この時点では多くの陸軍将校がナスティオンのリーダーシップを頼りにしており、この状況にさらなる決断力を持って対処することを彼に期待していた。しかしナスティオンは決断が鈍いと見られた。ナスティオンへの支持は確実に彼のもとから去っていった。彼の覇気が失われたように感じられたのは、10月6日に亡くなった愛娘、アデ・イルマを悼んでいたからであろう。
9月30日事件後の数週間は、ナスティオンはスカルノと交渉を続けて、スハルトを陸軍司令官に任命させようとした。スカルノは10月1日以降もプラノトを陸軍司令官にしたがっていた。そしてスハルトについては、治安秩序回復作戦司令部 (KOPKAMTIB) 司令官にとどめおけばよいと考えていた。
しかしナスティオンの粘り強い働きかけにより、スカルノはついに折れ、1965年10月14日、スハルトを陸軍司令官に任命した。
最高の機会がナスティオンに訪れたのは1965年12月、先の見通せないこの時期に、スカルノを補佐する副大統領の地位に彼を就けるという話が挙ったときだった。しかし、ナスティオンはこの機会に乗らず、何の動きも見せなかった。政治的な勢いを得たスハルトは主導権を握って、1966年初頭、空席となっている副大統領職を無理して埋める必要はないとの声明を出した。
1966年2月24日、ナスティオンは内閣改造とともに国防治安大臣の地位を失った。また、国軍参謀長の地位は廃止された。
この段階になると、ナスティオンが何事かをなしてくれるだろうとの期待は消え去り、陸軍将校や学生運動はスハルトのもとに結集した。それでもナスティオンは敬意を集める人物としてありつづけ、多くの陸軍将校たちが、「3月11日命令」（治安秩序回復に必要なあらゆる権限をスハルトに与えるという大統領令、スーパースマルと称される）が下るまでの日々、ナスティオンのもとを訪れた。スハルトもスーパースマルが届くのを待つために KOSTRAD 本部に向かおうとした時、ナスティオンに電話をかけ、彼に祝福してくれるよう頼んだほどである。不在のナスティオンに代わり、夫人が祝福を与えた。
スハルトがスーパースマルを受けた後のナスティオンは政治的嗅覚を取り戻したようである。スーパースマルがスハルトに非常事態の権限を与えるだけでなく、それを越える権力も与えることになると最初に気づいたのはおそらくナスティオンである。1966年3月12日、スハルトが PKI を禁止にした後、ナスティオンはスハルトに非常事態内閣を作るように示唆した。新たな権力を手に入れた自分に何ができて何ができないのか逡巡していたスハルトは、内閣を組閣するのは大統領の職務であると答えた。ナスティオンはスハルトを励まし、全力で支援すると約束したが、スハルトは答えず、ぶっきらぼうに会話は終了した。

### 暫定最高国民協議会の議長

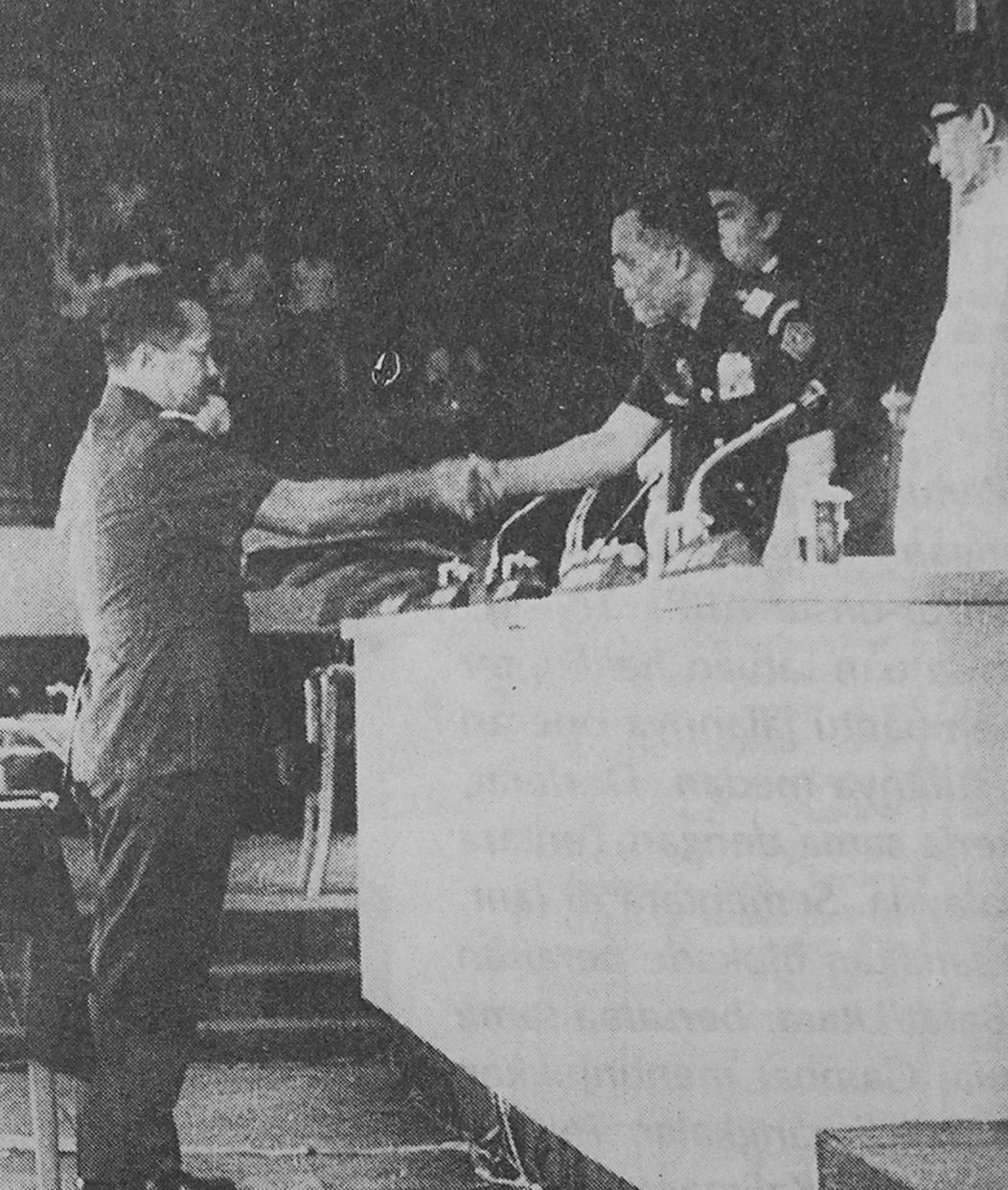
大統領代理に指名されたスハルトを祝福するナスティオン（1967年3月12日）

新たな権力を手にしたスハルトは、共産主義者の影響を受けていると考えた政府関係者のパージを開始した。1966年3月18日に15人の閣僚が逮捕され、スハルトは暫定最高国民協議会 (MPRS) でも共産主義者のシンパと思われる議員を失職させ、陸軍に同調的な者を後任にした。このパージによってハエルル・サレが議長職を失ったので、空席となった議長職に誰かを任命する必要が出てきた。
ナスティオンは圧倒的人気があったので、MPRS のすべての会派が彼を議長に推した。すぐにはナスティオンは承諾せず、スハルトがこの人事を支持するのを待ってから、その指名を受け入れた。
6月20日、MPRS 総会が開幕した。ナスティオンは議事の中でもスーパースマルを第一の議題にと考えていた。議事堂に入るときにはその命令書の現物（スカルノの自筆サイン入り）を携えていた。翌6月21日、MPRS はスーパースマルを採択し、スカルノがそれを取り下げるのは違法であると結論づけた。6月22日、スカルノは議事堂で「9原則」(Nawaksara) と題する演説を行なった。ナスティオンをはじめ議員たちはスカルノの口から9月30日運動についての説明が聞けるものと期待していたが、失望させられた。9月30日運動については何も言及されず、その代わりにスカルノが説明したのは、自分が終身大統領に任命されたこと、自分の大統領としての職務にもとづく計画、そしていかに憲法が実効的に機能しているか、ということだった。MPRS はこの演説の採択を拒絶した。
それからの2週間、ナスティオンは MPRS 総会の切り盛りで多忙を極めた。議長として彼が議事進行を進めるなかで、MPRS はマルクス・レーニン主義の禁止、スカルノの終身大統領指名の取り消し、1968年7月までに国会議員選挙を執り行うことが決定された。 MPRS 総会はまた、スハルトに新内閣を組閣するよう正式に命じ、スハルトの権力を強化した。また、大統領が職務を委譲することができない場合には、副大統領ではなく、スーパースマル保持者に職務権限を委譲する、という憲法修正案が可決された。
1966年は時が過ぎるにつれてスカルノの権勢が目に見えて衰え、人気にも翳りが目立った。政治的勝利が近づいていることを知ったスハルトは、上品なジャワ人らしい役割を演じ、スカルノを元気づける声をかけ、スカルノを非難する声から庇うことすらしてみせた。ナスティオンをはじめとする他の将軍たちはそれほど慈悲深くなく、年の暮れが近づくにつれて、ナスティオンはスカルノがインドネシアに招いた大惨事について責任を負うべきであると主張した。ナスティオンはさらに、スカルノを法廷に引きずり出すべきだと要求した。
1967年1月10日、再び MPRS が招集され、スカルノは報告書を提出した（スカルノは自分でそれを演説したのではなかった）。それは9月30日事件について最後の弁明の機会として期待されるものだった。「9原則補遺」と題されたその報告でスカルノは、9月30日運動 (G30S) を10月1日運動 (Gestok) と呼ぶべきだと語り、事件については、PKI が10月1日早朝に大きな誤りを犯したが、それだけが原因ではなく、狡猾な新植民地主義者たちによって招かれたものである、と主張していた。ナスティオンに向けても巧みな一撃が放たれており、スカルノは自分が9月30日運動のことで責めを受けるならば、その時の国防治安大臣も9月30日運動を見過ごし、発生前に阻止できなかったことに責めを負うべきである、と付け加えていた。その報告はまたしても MPRS に拒絶された。
1967年2月には、国会は MPRS の特別審議を3月に開催し、スカルノに代えてスハルトを大統領に任命するよう求めた。スカルノは自らの信念に従って身を引こうとしていたらしく、1967年2月22日、政府の日常業務を公的にスハルトに託し、必要なときだけ自分に報告することをスハルトに求めた。そしてついに、1967年3月12日、MPRS は公式に、スカルノの失職を認めた。ナスティオンはスハルトに大統領代行就任を宣誓させた。
1年後の1968年3月27日、ナスティオンはスハルトの大統領選出のための議会を主宰し、スハルトは正式にインドネシア共和国第二代大統領に就任した。

## 新体制期

### 権力の座からの転落
ナスティオンの力添えによって大統領の地位にまで上り詰めたにもかかわらず、スハルトはナスティオンを政治的ライバルと見なし、彼を追い落とそうと画策しはじめた。1969年、ナスティオンは SESKOAD と陸軍学校での演説を禁じられた。1971年、ナスティオンは55歳の定年まであと2年を残した53歳で、突然軍籍を剥奪された。1972年には MPRS の議長職も失った。1971年の国会選挙で選出された新議員が MPRS の構成議員となり、その新議長にイダム・ハリド（ナフダトゥル・ウラマー総裁）が指名されたからである。
このような劇的な転落のため、ナスティオンは「政治のルンペン」(Gelandangan Politik) というあだ名をつけられた。

### 反「新体制」
権力の座から滑り落ちると、ナスティオンは新体制に対する政治的反対者としての立場を強めていった。
1970年代末にはスハルト政権は民衆寄りの姿勢を改め、権威主義的になった。そして腐敗した。この時期になると多くの者が大っぴらに新体制を批判する声を上げるようになった。1977年に総選挙が実施された後には、スハルトを支持するゴルカル党による不正選挙があったとの声が上がった。ナスティオンは新体制内のリーダーシップは危機的であると語った。
1978年7月には元副大統領モハマッド・ハッタとともに、憲法意識研究協会 (YLKB) を立ち上げた。スハルト政権はすぐに対処し、1979年1月に予定されていた YLKB の第1回会合の開催を許さなかった。ナスティオンと YLKB は諦めなかった。1979年8月には国会議員も含めて何とか会合を開くことにこぎ着けた。おそらく、この会合に国軍メンバーも参加していたことは明らかである。この会合でナスティオンは、新体制がパンチャシラと1945年憲法を十分に履行していないと批判した。
スハルトはそうした批判を受け付けなかった。1980年3月27日の国軍会議で演説を行なったスハルトは、国軍選出議員は国会内の議席を死守し、パンチャシラと1945年憲法を支持するゴルカルのような勢力と連携すべしと語った。1980年4月16日、陸軍特殊部隊 (Kopassus) 設立記念日に際しての演説でも、これと同じようなことを語っている。その中でスハルトは、汚職の指摘に対しては否定し、必要があれば、最高国民協議会 (MPR) で憲法改正に必要な3分の2の多数派議席を確保することが妨げられるというのならば、MPR 議員を誘拐することも厭わない、と語った。
ナスティオンは、体制に異議を申し立てる人々は大きな声明を発するべきであると決意した。スハルト体制に不満を抱く国軍関係者（元ジャカルタ市長アリ・サディキン、元警察長官フゲン・イマム・サントソ、元国軍参謀副長ヤシン）を呼び寄せ、元首相モハマッド・ナシールとブルハヌディン・ハラハップ、非常事態内閣時の首相シャフルディン・プラウィラヌガラもこれに参加した。政府に異議を唱える多くの著名人とともに、彼らは一枚の請願書に署名した。これはのちに、署名者が50人に上ったことから「50人請願」 (Petisi 50)として有名になるものである。
請願書は1980年5月5日に署名され、5月13日に国会に送付された。スハルト政権に対しては、スハルト個人の目的追求のためにパンチャシラを曲解するのを止めるようにと要求し、そして国軍に対しては、ゴルカル支持をやめ、政治に中立的になるよう求めていた。国会では、とくに開発統一党 (PPP) とインドネシア民主党 (PDI) の議員たちがこの請願書を深刻に受け止め、その論点に答えるようにスハルトに迫った。スハルトは1980年3月27日、4月16日の演説でこれに答えているから十分だと返答した。付け加えてスハルトは、もし何らかの問題があるのなら、国会は国政調査権を持ち出せばよいと答えた。すると野党議員たちは沈黙した。国会で国政調査権を持ち出しても、多数派のゴルカルによって拒否されてしまうことを知っていたからである。
ナスティオンたち署名者に対して、スハルトは移動制限、商取引の禁止措置を執り、これによって署名者たちは生活するのも苦しくなった。

### 和解
1990年代の初め、スハルトは政治的開放政策に舵を切り、50人請願の署名者に対する禁圧処置も緩められた。1993年6月、ナスティオンが病気で入院したとき、陸軍将校たちが見舞いに訪れた。それからナスティオンは科学技術大臣ユスフ・ハビビの訪問を受けた。ハビビはナスティオンや他の署名者たちを、自身が管轄する造船所や航空機工場に招いた。そしてまた政府は、50人署名者たちの移動制限はあるが、これはナスティオンには適用されないと言い始めた。その他の署名者たちはともかく、ナスティオンは政府批判をやめ、「意見の違い」という言い方を好むようになった。
そしてついに、1993年7月、スハルトは大統領宮殿にナスティオンを招き、会談を行なった。二人の会談は、独立記念日後の1993年8月18日にも開かれた。政治的な話題には何も触れなかったが、両者が違いを越えて和解したがっていることは明らかだった。1995年のインタビューで、ナスティオンはインドネシアが和解の過程を歩むよう促していることから、彼がスハルトのリーダーシップに従うことを受け入れたのだとも言える。
1997年10月5日、 国軍記念日に際して、ナスティオンは「大将軍」に進級した。これはインドネシア陸軍の階級格付け制度では最高の位で、他の国でいう元帥に相当する。ナスティオンはスディルマン、スハルトに続き3人目の、そして今のところ最後の大将軍である。

## 死
ナスティオンは2000年9月5日、死去した。発作に襲われ、昏睡状態に陥った後のことだった。

## 家族
妻はヨハンナ・スナルティ (Johanna Sunarti)、子供は娘が二人。

## その他
- ウマール・ウィラハディクスマは1946年から1947年にかけてナスティオンの副官を務めた。